# IIe siècle
Voir aussi : Liste des siècles, Chiffres romains
Le IIe siècle (ou 2e siècle) commence le 1er janvier 101 et finit le 31 décembre 200.

## Événements

### Afrique
- La métallurgie du fer, attestée depuis le début du Ier millénaire av. J.-C., se généralise dans la vallée du Niger[1].
- Introduction du dromadaire dans l’Afrique romaine au début du siècle[2]. Son utilisation permet de rétablir les liaisons entre l’Afrique noire et l’Afrique du Nord. Trois groupes de nomades vivent alors dans le Sahara : les Toubou à l’est, dans la région du Tibesti, les Touareg au centre, dans la région du Hoggar, les Sanhadja à l’ouest, à la bordure de l’Atlantique. Les Touareg ont des contacts fréquents avec Rome. On a découvert dans les tombes de ces nomades du Sahara central plusieurs objets d’origine romaine.
- Le christianisme a été introduit dès le Ier siècle à Carthage par des missionnaires orientaux qui prêchent la nouvelle religion auprès des communautés juives et obtiennent de nombreuses conversions. Vers le milieu du IIe siècle, des prédicateurs venus d’Italie prennent la relève des orientaux. À la fin du siècle, l’influence du christianisme s’étend aux villes de Numidie alors que commencent les premières persécutions (180).

### Amérique
- Vers 150 : fin de la construction de la grande pyramide du Soleil à Teotihuacán, le plus haut édifice d’Amérique précolombienne[3]. La population rurale de la vallée de Mexico se regroupe tout autour.
- Vers 150-200 : en Mésoamérique, abandon du grand site maya de El Mirador[4].
- Vers 100 : apparition de la culture mogollon en Arizona.

### Asie et Pacifique
- Vers 100 : le commerçant macédonien Maès Titianos envoie ses agents directement de la Syrie vers la Chine par la route du Tarim[2].
- Vers 105-250 : apogée de l’Empire kouchan. Les Scythes (Shaka) dominent l’ouest de l’Inde : Pendjab, Sind, Nord du Goujerat et une partie de l’Inde centrale[5].
- 124, Inde : sous Gautamiputra Satakarni, après leur victoire sur la dynastie scythe des Ksaharâtas, les Andhra (dynastie Satavahana) rétablissent leur pouvoir dans le nord du Dekkan, autour de Pratisthana (Paithan)[6].

### Proche-Orient
- Vers 75-140 : les Parthes créent l’office du chef de la communauté juive de Babylone (l’exilarque), qui devient le représentant politique des Juifs à la cour royale[7].
- 113-117 : guerre parthique de Trajan.
- 115-117 : guerre de Kitos, insurrection de la diaspora juive contre les Romains.
- 132-135 : Seconde révolte juive, menée par Bar Kokhba.
- 135 : destruction définitive de Jérusalem. Hadrien décide l'expulsion des Juifs. La Judée est débaptisée, et devient Syrie-Palestine, du mot Philistin ; l'État juif disparaît jusqu'en 1948. Deuxième diaspora juive.

### Europe
- 29 av. J.-C.-180 : Pax Romana[8].
- 96-192 : dynastie des Antonins à Rome[8]
- 98-117 : apogée de l'Empire romain sous le règne de l'empereur Trajan.
- 101-102 et 105-106 : guerres daciques de Trajan.
- Vers 150-200 : les Germains de l’est ou Goths, d’abord établis sur la Vistule, se dirigent vers le sud ; ils repoussent les Marcomans et les Quades sur le limes vers 167-180), puis les Vandales Hasdings. Ils auraient atteint à l’est des Carpates la Moldavie et les steppes sarmates vers 200. En 238 ils pillent les villes grecques de la mer Noire (Olbia)[9].
- Vers 150-170 : les Saxons et leurs parents les Frisons s’installent au nord de l’Elbe et sur les côtes de la mer du Nord. Vers 170, le légat de Gaule Belgique repousse leur attaque. Pirates, ils ravagent les côtes gauloises et bretonnes dès le IIIe siècle[10].
- 165-180 : peste antonine.

## Personnages significatifs
- Chefs politiques et militaires :
  - Rome :
    - Empereurs :
      - Trajan (53 - 117), règne de 98 à 117.
      - Hadrien (76 - 138), règne de 117 à 138.
      - Antonin le Pieux (86 - 161), règne de 138 à 161.
      - Lucius Aurelius Verus (130 - 169), règne de 161 à 169.
      - Marc Aurèle (121 - 180), règne de 161 à 180.
      - Commode (161 - 192), règne de 180 à 192.
      - Septime Sévère (146 - 211), règne de 193 à 211.

  - Chine :
    - Empereurs :
      - Han Hedi (79 - 106), règne de 88 à 106.
      - Han Andi (95 - 125), règne de 106 à 125.
      - Han Shundi (115 - 144), règne de 125 à 144.
      - Han Huandi (132 - 168), règne de 146 à 168.
      - Han Lingdi (156 - 189), règne de 168 à 189.
      - Han Xiandi (181 - 234), règne de 190 à 234.

    - Autre :
      - Dong Zhuo (134 - 192), général, homme politique et seigneur de guerre.
      - Zhang Jiao (136 - 184), homme politique et chef rebelle.
      - Wang Yun (137 - 192), fonctionnaire.
      - Lü Bu (153 - 198), général et seigneur de guerre.
      - Kong Rong (153 - 208), savant.
      - Yuan Shao (154 - 202), seigneur de guerre.
      - Yuan Shu (155 - 199), seigneur de guerre.
      - Sun Ce (175 - 200), général et seigneur de guerre.

  - Autre :
    - Shimon bar Kokhba ( - 135), chef rebelle juif et seigneur de guerre.

- Littérature, science et philosophie :
  - Rome :
    - Juvénal (55 - 128), poète.
    - Tacite (56 - 120), historien, orateur et homme politique.
    - Pline le Jeune (61 - 113), écrivain et avocat.
    - Suétone (69 - 122), historien, grammairien et rhéteur.
    - Arrien (86 - 160), historien gréco-romain.
    - Marcus Cornelius Fronto (100 - 166), grammairien et rhéteur.
    - Aulu-Gelle (123 - 180), écrivain et grammairien.
    - Apulée (125 - 170), écrivain d'origine numide.

  - Grèce :
    - Plutarque (46 - 119), écrivain, historien et philosophe.
    - Apollodore de Damas (50 - 130), architecte et ingénieur.
    - Épictète (50 - 135), philosophe de l’école du stoïcisme.
    - Aelius Aristide (117 - 185), écrivain et rhéteur.
    - Lucien de Samosate (120 - 180), écrivain et rhéteur.
    - Claude Galien (129 - 210), anatomiste, médecin et compilateur des connaissances médicales de son temps.
    - Claude Ptolémée (100 - 168), astrologue, astronome, géographe et mathématicien gréco-égyptien.
    - Sextus Empiricus (160 - 210), astronome, médecin et philosophe de l'école du pyrrhonisme.

  - Chine :
    - Zhang Daoling (34 - 156), ermite taoïste.
    - Cai Lun (50 - 121), inventeur.
    - Xu Shen (58 - 148), philologue.
    - Zhang Heng (78-139), astronome, géographe, ingénieur, inventeur, mathématicien, poète et homme politique.
    - Cai Yong (133 - 192), savant.
    - Hua Tuo (140 - 208), physicien.
    - Zhang Zhongjing (150 - 219), médecin.

  - Autre :
    - Nāgārjuna (150 - 250), philosophe indien et fondateur du bouddhisme Madhyamaka.
- Religion :
  - Judaïsme :
    - Rabbi Akiva (50 - 136), théologien tannaïm et fondateur du judaïsme rabbinique.
    - Rabbi Ishmael (70 - 135), auteur, philosophe et prêtre.
    - Juda Hanassi (135 - 219), rédacteur du Mishna.

  - Christianisme :
    - Papes :
      - Alexandre Ier (75 - 115), règne de 107 à 115.
      - Télesphore ( - 137), règne de 126 à 137.
      - Pie Ier ( - 136), règne de 140 à 155.
      - Anicet (98 - 168), règne de 157 à 168.
      - Éleuthère ( - 189), règne de 174 à 189.
      - Victor Ier (120 - 199), règne de 189 à 199.
      - Zéphyrin ( - 217), règne de 199 à 217.

    - Autres :
      - Polycarpe de Smyrne (65 - 155), disciple de Jean et évêque de Smyrne.
      - Justin de Naplouse (100 - 165), philosophe, théologien et martyr.
      - Irénée de Lyon (130 - 202), auteur, théologien et évêque de Lugdunum.
      - Tertullien (155 - 240), écrivain, philosophe et théologien.

## Religion
- Dans le judaïsme, fin de la rédaction de la Mishna.
- Dans le christianisme, à la suite de la prolifération des textes gnostiques, l'Église se pose la question de la transmission écrite des textes sacrés ; la doctrine de Marcion est rejetée par le pape Pie Ier à un synode à Rome (144).
- De nombreux Pères de l'Église (Justin de Naplouse, Tertullien, Irénée de Lyon…) combattent la doctrine de Marcion.
- Début de l'élaboration du canon du Nouveau Testament, attestée par le fragment de Muratori.